# Вест-Елміра (Нью-Йорк)
Вест-Елміра (англ. West Elmira) — переписна місцевість (CDP) в США, в окрузі Чеманг штату Нью-Йорк. Населення — 4850 осіб (2020).

## Географія
Вест-Елміра розташований за координатами 42°5′16″ пн. ш. 76°50′36″ зх. д. / 42.08778° пн. ш. 76.84333° зх. д. (42.087725, -76.843282).  За даними Бюро перепису населення США в 2010 році переписна місцевість мала площу 8,17 км², з яких 7,87 км² — суходіл та 0,30 км² — водойми.

## Демографія
Згідно з переписом 2010 року, у переписній місцевості мешкало 4967 осіб у 2153 домогосподарствах у складі 1429 родин. Густота населення становила 608 осіб/км².  Було 2265 помешкань (277/км²).
Расовий склад населення:
| - 94,2 % — білих - 2,3 % — чорних або афроамериканців - 1,3 % — азіатів - 0,1 % — вихідців з тихоокеанських островів - 0,1 % — корінних американців |

До двох чи більше рас належало 1,7 %. Частка іспаномовних становила 1,2 % від усіх жителів.
За віковим діапазоном населення розподілялося таким чином: 21,9 % — особи молодші 18 років, 57,0 % — особи у віці 18—64 років, 21,1 % — особи у віці 65 років та старші. Медіана віку мешканця становила 46,3 року. На 100 осіб жіночої статі у переписній місцевості припадало 89,4 чоловіків;  на 100 жінок у віці від 18 років та старших — 84,9 чоловіків також старших 18 років.
Середній дохід на одне домашнє господарство  становив 125 229 доларів США (медіана — 81 475), а середній дохід на одну сім'ю — 149 479 доларів (медіана — 95 379). Медіана доходів становила 64 715 доларів для чоловіків та 51 746 доларів для жінок. За межею бідності перебувало 2,2 % осіб, у тому числі 0,0 % дітей у віці до 18 років та 6,1 % осіб у віці 65 років та старших.
Цивільне працевлаштоване населення становило 2585 осіб. Основні галузі зайнятості: освіта, охорона здоров'я та соціальна допомога — 27,0 %, виробництво — 10,9 %, науковці, спеціалісти, менеджери — 9,7 %, публічна адміністрація — 9,2 %.